# Melinaea limitata
Melinaea limitata är en fjärilsart som beskrevs av Hall 1935. Melinaea limitata ingår i släktet Melinaea och familjen praktfjärilar. Inga underarter finns listade i Catalogue of Life.